# Тарнавський Іларіон
Іларіо́н Тарна́вський  (* 1890) — громадсько-політичний діяч з Самбірщини, 1938—1939 посол до польського сейму. У 1939 р. вивезений більшовиками. Подальша доля Іларіона Тарнавського невідома.